# Сёва
Сёва (яп. 昭和 — «Просвещённый мир») — девиз правления (нэнго) императора Хирохито; период в истории Японии с 25 декабря 1926 года по 7 января 1989 года.
На время этого периода приходятся многие из важнейших событий Японии: приход к власти военных, война с Китаем, участие во Второй мировой войне, оккупация войсками противника, японское экономическое чудо.
Этот период является самым долгим в истории современной Японии.

## Соответствие годов
| 25 декабря 1926 года — 7 января 1989 года |
| ----------------------------------------- |

| Год Сёва                | 1    | 2    | 3    | 4    | 5             | 6             | 7             | 8             | 9             | 10            |
| ----------------------- | ---- | ---- | ---- | ---- | ------------- | ------------- | ------------- | ------------- | ------------- | ------------- |
| Григорианский календарь | 1926 | 1927 | 1928 | 1929 | 1930          | 1931          | 1932          | 1933          | 1934          | 1935          |
| Год Сёва                | 11   | 12   | 13   | 14   | 15            | 16            | 17            | 18            | 19            | 20            |
| Григорианский календарь | 1936 | 1937 | 1938 | 1939 | 1940          | 1941          | 1942          | 1943          | 1944          | 1945          |
| Год Сёва                | 21   | 22   | 23   | 24   | 25            | 26            | 27            | 28            | 29            | 30            |
| Григорианский календарь | 1946 | 1947 | 1948 | 1949 | 1950          | 1951          | 1952          | 1953          | 1954          | 1955          |
| Год Сёва                | 31   | 32   | 33   | 34   | 35            | 36            | 37            | 38            | 39            | 40            |
| Григорианский календарь | 1956 | 1957 | 1958 | 1959 | 1960          | 1961          | 1962          | 1963          | 1964          | 1965          |
| Год Сёва                | 41   | 42   | 43   | 44   | 45            | 46            | 47            | 48            | 49            | 50            |
| Григорианский календарь | 1966 | 1967 | 1968 | 1969 | 1970          | 1971          | 1972          | 1973          | 1974          | 1975          |
| Год Сёва                | 51   | 52   | 53   | 54   | 55            | 56            | 57            | 58            | 59            | 60            |
| Григорианский календарь | 1976 | 1977 | 1978 | 1979 | 1980          | 1981          | 1982          | 1983          | 1984          | 1985          |
| Год Сёва                | 61   | 62   | 63   | 64   | Период Хэйсэй | Период Хэйсэй | Период Хэйсэй | Период Хэйсэй | Период Хэйсэй | Период Хэйсэй |
| Григорианский календарь | 1986 | 1987 | 1988 | 1989 | Период Хэйсэй | Период Хэйсэй | Период Хэйсэй | Период Хэйсэй | Период Хэйсэй | Период Хэйсэй |

## Конец демократии Тайсё
В 1925 году принят закон, получивший в народе название «закон об опасных мыслях», который стал основой борьбы со всеми оппозиционными партиями. Так, наказанием за нарушение норм, установленных законами, стала срочная и бессрочная каторга, позже заменённая на смертную казнь.
В период 1925—1930-х годов происходит перерождение государственного аппарата Японии. На первый план выходит организация «Ассоциация помощи трону». Она срастается с механизмом государственного управления.
В итоге это привело к окончательному установлению однопартийной власти, опирающуюся в первую очередь на идеи фашизма и милитаризма.

## Маньчжурский инцидент
18 сентября 1931 г. был совершен подрыв железной дороги около Мукдена, что посчиталось Японией актом агрессии и спровоцировало её вторжение в регион. Китайская армия не оказала никакого сопротивления и отступила за Великую китайскую стену. К 7 января 1932 г. японцы без особого сопротивления заняли всю территорию Манчжурии, а 1 марта провозгласили на её территории марионеточное государство Маньчжоу-Го. После вторжения, Япония вышла из Лиги Наций. Захват Манчжурии стал также причиной последующих пограничных конфликтов с СССР.

## Вторая мировая война

### Вторая японо-китайская война
После захвата Манчжурии в 1931 году, 26 июля 1937 г. японские войска вторглись на территорию Китая дабы окончательно подчинить всю страну. Однако несмотря на успешные боевые действия японской армии, быстрый захват Китая не удался и война затянулась на долгие годы. Впоследствии, в связи с боевыми действиями на нескольких фронтах, Япония стала терпеть в Китае одно поражение за другим, пока не была окончательно разгромлена союзными войсками в 1945 г. В этой войне были совершенны многочисленные военные преступления со стороны Японии.

### Война с США
7 декабря 1941 г. японская авиация атаковала американскую военно-морскую базу Пёрл-Харбор на Гавайях, после чего США объявили войну Японии и тем самым вступили во Вторую мировую войну. Изначально успех в войне сопутствовал японцам, которые захватили зависимые от США Филиппины, а также высадились и заняли острова Атту и Кыска на Аляске. Однако в Мидуэйском сражении 4 июня 1942 г. американцы впервые одержали крупную победу над японцами, что стало переломным моментом в войне. В последующие годы США освободили многие острова и архипелаги занятые японцами. В 1944 г. США захватили укрепленный Сайпан и начали операцию по освобождению Филиппин, которые были полностью освобождены в начале 1945 г. 1 апреля 1945 г. вместе с британцами США высадились на Окинаве и захватили её 21 июня. В связи с огромными потерями на Окинаве, правительство США решило не высаживаться в саму Японию, а применить только что разработанное ядерное оружие дабы заставить Японию добровольно капитулировать. В итоге ядерная бомба были сброшена на Хиросиму 6 августа и на Нагасаки 9 августа.

### Война с СССР
9 августа 1945 г. СССР объявил войну Японии, тем самым разорвав пакт о нейтралитете, и начал вторжение в Манчжурию (зависимое от Японии Манчьжоу-го). К 19 августа японская Квантунская армия сложила оружие и вся территория Манчжурии была занята красными. В это же время проводились операция по захвату северной части Кореи, а также южно-сахалинская и курильская операции. В итоге северная часть Кореи, весь Сахалин и все Курильские острова были взяты Советскими вооружёнными силами к 1 сентября.

## Капитуляция и оккупация страны
После ядерной атаки на Хиросиму и Нагасаки, а также после вступления СССР в войну, Япония больше не могла продолжать боевые действия и объявила капитуляцию 2 сентября 1945 года, что стало датой окончания Второй мировой войны. После подписания акта о капитуляции правительство США разработало план оккупации Японии ради соблюдения условий мира, а также для демилитаризации и денацификации страны. В итоге Япония лишилась суверенитета и стала напрямую подчинятся главнокомандующему армии США, пост которого занимал Дуглас Макартур. В это же время проходил Токийский процесс, по которому были осуждены и приговорены к казни многие японские преступники Второй мировой войны. Оккупация длилась с 1945 г. по 1952 г. и закончилась подписанием Сан-Францисского мирного договора, по которому Япония обязывалась соблюдать условия новой пацифистской конституции и напрямую не участвовать в международных конфликтах.

## Послевоенное время и экономическое чудо
Благодаря финансовой помощи союзников, в частности США, Япония смогла довольно быстро восстановиться после войны и наладить экономику. С середины 1950-х годов в стране наблюдался высокий экономический рост, продолжавшийся до нефтяного кризиса 1973 г. Этот период привёл к поднятию японской индустрии на мировой уровень, встав наравне с экономикой крупных держав. После кризиса 1973 г. рост экономики стал снижаться, а в конце 1980-х годов сменился рецессией.